# Sjota Arveladze
Sjota Arveladze (Georgisch: შოთა არველაძე / Shota Arveladze) (Tbilisi, 22 februari 1973) is een Georgisch voetbaltrainer en voormalig voetballer. Hij speelde vooral als spits en kwam uit voor onder meer Trabzonspor, Ajax, Glasgow Rangers en AZ. Na zijn voetbalcarrière is hij coach geworden. Hij is een broer van Artsjil Arveladze en Revaz Arveladze, die ook voetballer van beroep waren.

## Spelerscarrière
Arveladze werd opgeleid bij de Georgische topclub Dinamo Tbilisi (tijdens zijn carrière daar tijdelijk Iberia geheten), waar hij enige seizoenen speelde alvorens uitgeleend te worden aan het Turkse Trabzonspor. Na een tijdelijke terugkeer naar Tbilisi, tekende hij voorafgaand aan het seizoen 1995/1996 een vast contract bij de Turkse club. Arveladze maakte op 10 september 1997 thuis tegen Kroatië zijn debuut voor het Georgisch voetbalelftal, waar hij meteen een vaste waarde was.
Hij maakte zoveel indruk dat aan het begin van het seizoen 1997/98 Ajax de spits overnam. Zijn eerste seizoen daar werd meteen een succes. Arveladze werd na Nikos Machlas van Vitesse tweede op de topscorerslijst van de Eredivisie. Daarna had hij twee mindere seizoenen, voordat hij weer een goed seizoen had. Seizoen 2001/02 was net begonnen, toen hij de overstap maakte naar het Schotse Glasgow Rangers. Hij zou hier vier seizoenen spelen, voordat hij in de zomer van 2005 een contract tekende bij AZ. Bij zijn debuut voor de club, op 12 augustus 2005 tegen Sparta, scoorde hij meteen tweemaal. Arveladze zou dit seizoen in totaal 25 keer scoren waarvan 22 keer in de eredivisie en was hiermee clubtopscorer. Ook in zijn tweede en laatste seizoen bij AZ als speler was hij belangrijk voor de Alkmaarders vooral met zijn 7 goals in de UEFA Cup die AZ hielp de kwartfinale te halen.
Op 18 juli 2007 werd Sjota Arveladze officieel gepresenteerd bij Levante uit Valencia. Hij tekende een contract van een jaar met een optie voor een tweede jaar. Door blessureleed aan de knie kon hij pas in maart zijn debuut maken voor Levante. In 2008 besloot hij zijn voetbalcarrière te beëindigen.

## Trainerscarrière
Vanaf het seizoen 2008/2009 was Arveladze bij AZ aan de gang als onofficieel assistent van Louis van Gaal. Hij kwam echter vooralsnog niet officieel op de loonlijst te staan, omdat hij de benodigde papieren niet had. Arveladze was ook nog de assistent van Ronald Koeman, die op 5 december werd ontslagen bij AZ, na de 1-2 thuisnederlaag tegen Vitesse. Koeman werd met ingang van het seizoen 2009/2010 de opvolger van Van Gaal, die vertrok naar Bayern München.
In het seizoen 2009/2010 was Arveladze nog steeds onofficieel assistent bij AZ. Hij werkte samen met interim-trainer Dick Advocaat.
Van 2010-2012 was hij hoofdtrainer van de Turkse club Kayserispor, daarna tot 2015 hoofdtrainer van de Turkse club Kasimpasa. Aansluitend werd hij hoofdtrainer van Trabzonspor. Daar werd hij in november 2015 ontslagen. Arveladze werd in juni 2016 aangesteld als hoofdtrainer bij Maccabi Tel Aviv, als opvolger van de naar Ajax vertrokken Peter Bosz. Hier werd hij in januari 2017 ontslagen. Eind januari 2022 werd Arveladze aangesteld als trainer van het Engelse Hull City dat uitkomt in de Championship. Op 30 september 2022 werd hij na vier opvolgende nederlagen ontslagen bij de club die toen op de twintigste plaats stond. Van december 2023 tot maart 2024 was hij in Turkije trainer van Fatih Karagümrük.

## Statistieken

### Als speler
| Seizoen | Land      | Club            | Competitie              | Duels | Goals |
| ------- | --------- | --------------- | ----------------------- | ----- | ----- |
| 1990/91 | Georgië   | Martve Tbilisi  | Oemaghlesi Liga         | 30    | 33    |
| 1990/91 | Georgië   | Iberia Tbilisi  | Oemaghlesi Liga         | 7     | 3     |
| 1991/92 | Georgië   | Iberia Tbilisi  | Oemaghlesi Liga         | 30    | 22    |
| 1992/93 | Georgië   | Dinamo Tbilisi  | Oemaghlesi Liga         | 23    | 18    |
| 1993/94 | Georgië   | Dinamo Tbilisi  | Oemaghlesi Liga         | 7     | 8     |
| 1993/94 | Turkije   | Trabzonspor     | Süper Lig               | 18    | 15    |
| 1994/95 | Georgië   | Dinamo Tbilisi  | Oemaghlesi Liga         | 8     | 11    |
| 1994/95 | Turkije   | Trabzonspor     | Süper Lig               | 17    | 12    |
| 1995/96 | Turkije   | Trabzonspor     | Süper Lig               | 34    | 25    |
| 1996/97 | Turkije   | Trabzonspor     | Süper Lig               | 27    | 9     |
| 1997/98 | Nederland | Ajax            | Eredivisie              | 31    | 25    |
| 1998/99 | Nederland | Ajax            | Eredivisie              | 19    | 7     |
| 1999/00 | Nederland | Ajax            | Eredivisie              | 17    | 5     |
| 2000/01 | Nederland | Ajax            | Eredivisie              | 27    | 18    |
| 2001/02 | Nederland | Ajax            | Eredivisie              | 2     | 0     |
| 2001/02 | Schotland | Glasgow Rangers | Scottish Premier League | 22    | 11    |
| 2002/03 | Schotland | Glasgow Rangers | Scottish Premier League | 30    | 15    |
| 2003/04 | Schotland | Glasgow Rangers | Scottish Premier League | 19    | 12    |
| 2004/05 | Schotland | Glasgow Rangers | Scottish Premier League | 24    | 6     |
| 2005/06 | Nederland | AZ              | Eredivisie              | 31    | 22    |
| 2006/07 | Nederland | AZ              | Eredivisie              | 29    | 14    |
| 2007/08 | Spanje    | Levante         | Primera División        | 4     | 0     |
| Totaal  | Totaal    | Totaal          | Totaal                  | 456   | 291   |

### Als trainer
| Seizoen | Land        | Club               | Competitie  | Functie           |
| ------- | ----------- | ------------------ | ----------- | ----------------- |
| 2008-10 | Nederland   | AZ                 | Eredivisie  | Assistent-trainer |
| 2010-12 | Turkije     | Kayserispor        | Süper Lig   | Hoofdtrainer      |
| 2012-15 | Turkije     | Kasımpaşa SK       | Süper Lig   | Hoofdtrainer      |
| 2015    | Turkije     | Trabzonspor        | Süper Lig   | Hoofdtrainer      |
| 2016-17 | Israël      | Maccabi Tel Aviv   | Ligat Ha'Al | Hoofdtrainer      |
| 2017-20 | Oezbekistan | Pachtakor Tasjkent | Oliy liga   | Hoofdtrainer      |

## Erelijst

### Als speler
Dinamo Tbilisi
- Oemaghlesi Liga: 1990/91, 1991/92. 1992/93, 1993/94
- Beker van Georgië: 1991, 1992. 1993, 1994

 Trabzonspor
- Türkiye Kupası: 1994/95

 Ajax
- Eredivisie: 1997/98
- KNVB beker: 1997/98, 1998/99

 Rangers
- Scottish Premier League: 2002/03, 2004/05
- Scottish League Cup: 2003/03
- Scottish Cup: 2001/02, 2002/03

### Individueel
- Topscorer Türkiye Kupası: 1994/95
- Topscorer Süper Lig: 1995/96
- Topscorer Scottish Premier League: september 2003
- Georgisch voetballer van het jaar: 1994, 1998, 2007

### Als trainer
Pachtakor Tasjkent
- Oliy liga: 2019, 2020
- Beker van Oezbekistan: 2019, 2020
- Oezbeekse League Cup: 2019